# Nationalratswahl in der Slowakei 2020
- OĽaNO: 53
- SR: 17
- SaS: 13
- Za ľudí: 12
- Smer: 38
- ĽSNS: 17

Die Nationalratswahl in der Slowakei 2020 fand am 29. Februar 2020 statt. Gewählt wurden die 150 Abgeordneten des slowakischen Parlaments. Es war die achte Nationalratswahl seit der slowakischen Unabhängigkeit 1993. Die letzte Präsidentschaftswahl fand im Jahr 2019 statt.

## Wahlsystem
Einzelne Parteien mussten eine Sperrklausel von 5 Prozent der Stimmen überspringen, für Parteienbündnisse betrug die Grenze 7 Prozent.
Die 150 Mandatsträger werden durch Verhältniswahl in einem einzigen Wahlkreis (der gesamten Slowakei) gewählt. Die Mandate für das Parlament werden durch das Hagenbach-Bischoff-Verfahren zugeteilt.

## Ausgangslage

### Vorherige Wahl 2016
Bei der Nationalratswahl 2016 verlor die linkspopulistische Partei Smer-SD mit Ministerpräsident Robert Fico die bei der Wahl 2012 erlangte absolute Mehrheit im Parlament deutlich.
Von den Verlusten der Smer-SD konnten fast alle anderen Parteien profitieren, so die liberale SaS und die Protestparteien OĽaNO und Sme rodina, welcher erstmals der Einzug in den Nationalrat gelang. Gewonnen hatten auch die nationalkonservative SNS und die ultranationalistische ĽSNS. Die SNS schaffte den Wiedereinzug, ĽSNS den erstmaligen Einzug in den Nationalrat. Die neue liberal-konservative Partei Sieť von Radoslav Procházka schaffte zwar den Einzug in den Nationalrat, blieb aber deutlich unter den hohen Erwartungen.
Die katholisch-konservative KDH verpasste hingegen erstmals seit 1990 den Parlamentseinzug. Zu den Verlierern gehörten auch die beiden Parteien der ungarischen Minderheit. Most–Híd blieb hinter den guten Umfrageergebnissen zurück und die SMK verfehlte erneut den Einzug in den Nationalrat.

### Gebildete Regierungen
Die Parteien Smer-SD, SNS, M-H und Sieť einigten sich kurz nach der Wahl auf ein Koalitionsabkommen; die Regierung wurde am 23. März 2016 angelobt. Das dritte Kabinett Ficos bestand somit aus einer linkspopulistischen (Smer), einer nationalkonservativen (SNS), einer wirtschaftsliberalen (Sieť) Partei sowie einer Partei der ungarischen Minderheit (M-H). Die drei der SNS zustehenden Regierungsposten wurden jedoch von Parteilosen auf Vorschlag der SNS besetzt. Im September 2016 verließ Sieť die Regierung.
Regierung Peter Pellegrini
Nach dem Mord an dem regierungskritischen Journalisten Ján Kuciak sowie dessen Verlobten Martina Kušnirová im Februar 2018, welcher zu zahlreichen Protesten und einer politischen und gesellschaftlichen Krise in der Slowakei führte, trat Ministerpräsident Fico im März 2018 zurück und schlug den bisherigen Vize-Ministerpräsidenten Peter Pellegrini als neuen Regierungschef vor. Der damalige Staatspräsident Andrej Kiska beauftragte Pellegrini mit der Bildung einer neuen Regierung, welche am 22. März 2018 vereidigt wurde. Die Regierungsparteien blieben unverändert.

## Parteien und Kandidaten

### Vor der Wahl im Nationalrat vertretene Parteien
Die folgenden Parteien waren vor der Wahl im Nationalrat vertreten:
| Partei/Bündnis | Partei/Bündnis | Partei/Bündnis                                                                             | Spitzenkandidat/-in | Politische Ausrichtung                              | Europäische Partei           | Bemerkungen |
| -------------- | -------------- | ------------------------------------------------------------------------------------------ | ------------------- | --------------------------------------------------- | ---------------------------- | --- |
|                |                | Smer – sociálna demokracia (Smer-SD) Richtung – Sozialdemokratie                           | Peter Pellegrini    | Sozialdemokratie, Linkspopulismus                   | SPE                          | |
|                |                | Sloboda a Solidarita (SaS) Freiheit und Solidarität                                        | Richard Sulík       | Liberalismus, Libertarismus, Neoliberalismus        | EKR                          | |
|                |                | Obyčajní ľudia a nezávislé osobnosti (OĽaNO) Gewöhnliche Leute und unabhängige Personen    | Igor Matovič        | Protestpartei, Konservatismus                       | Keine; Mitglied EVP-Fraktion | Listenvereinigung mit NOVA, Kresťanská únia (KÚ) und Zmena zdola (ZZ) (liberal-konservative, christliche und liberale Parteien)       |
|                |                | Slovenská národná strana (SNS) Slowakische Nationalpartei                                  | Andrej Danko        | Nationalkonservatismus, Protektionismus             | Keine                        | |
|                |                | Kotlebovci – Ľudová strana Naše Slovensko (ĽSNS) Kotlebianer – Volkspartei Unsere Slowakei | Marian Kotleba      | Ultranationalismus, Rechtsextremismus               | APF                          | Listenvereinigung mit Doma Dobre, KDŽP, Národná koalícia und PD (rechts-konservative und Agrar-Parteien)                              |
|                |                | Sme rodina Wir sind eine Familie                                                           | Boris Kollár        | Protestpartei, Rechtspopulismus                     | ID                           | |
|                |                | Most–Híd Brücke                                                                            | Árpád Érsek         | ungarische Minderheit, Liberalismus, Konservatismus | EVP                          | Listenvereinigung mit MKDA–MKDSZ, RIS und Šanca (Parteien für die Minderheit der Roma und Ungarn, Šanca: Liberal-konservative Partei) |

### Bis zur Wahl nicht im Nationalrat vertreten
Die folgenden Parteien waren vor der Wahl nicht im Nationalrat vertreten, wurden in Umfragen vor der Wahl aber regelmäßig nahe oder über fünf Prozent der Stimmen gesehen:
| Partei/Bündnis | Partei/Bündnis                                           | Partei/Bündnis                                                        | Spitzenkandidat/-in                     | Politische Ausrichtung                             | Europäische Partei | Bemerkungen                                                                         |
| -------------- | -------------------------------------------------------- | --------------------------------------------------------------------- | --------------------------------------- | -------------------------------------------------- | ------------------ | ----------------------------------------------------------------------------------- |
|                |                                                          | Kresťanskodemokratické hnutie (KDH) Christlich-Demokratische Bewegung | Alojz Hlina                             | Politischer Katholizismus, Wirtschaftsliberalismus | EVP                |                                                                                     |
|                |                                                          | Magyar Közösség Pártja (SMK-MKP) Partei der ungarischen Gemeinschaft  | Gyula Bárdos                            | ungarische Minderheit, Nationalkonservatismus      | EVP                | Listenvereinigung mit Magyar Fórum (konservative Partei der ungarischen Minderheit) |
|                |                                                          | Progresívne Slovensko (PS) Fortschrittliche Slowakei                  | Michal Truban                           | Linksliberalismus, Progressivismus                 | ALDE               | Wahlbündnis aus Progresívne Slovensko und Spolu                                     |
|                | Spolu – občianska demokracia Zusammen – Bürgerdemokratie | Miroslav Beblavý                                                      | Konservatismus, Wirtschaftsliberalismus | EVP                                                |                    | Wahlbündnis aus Progresívne Slovensko und Spolu                                     |
|                |                                                          | Za ľudí Für die Menschen                                              | Andrej Kiska                            | Politische Mitte, Konservatismus, Liberalismus     | Keine              |                                                                                     |
|                |                                                          | Dobrá voľba Gute Wahl                                                 | Tomáš Drucker                           | Liberalismus                                       | Keine              |                                                                                     |
|                |                                                          | Vlasť Heimat                                                          | Štefan Harabin                          | Nationalismus, Rechtsextremismus                   | Keine              |                                                                                     |

## Umfragen

### Debatte über Umfrageverbot ab 50 Tage vor der Wahl
Verschiedene Parteien brachten im Sommer 2019 die zeitliche Ausweitung eines Umfrage-Verbots ins Spiel. Statt wie bisher bis 14 Tage vor dem Tag der Wahl sollten nach Ansicht unter anderem der Parteien Smer, SNS und ĽSNS bis 50 Tage vor dem Wahltag keine Umfragen mehr publiziert werden dürfen. Als Begründung wurden unter anderem „offensichtliche Manipulationen“ genannt. Das Parlament verabschiedete ein entsprechendes Gesetz letztlich im Oktober 2019. Die Slowakei hätte somit die mit Abstand längste Sperrzeit für Umfragen in Europa (gefolgt von Italien mit 15 Tagen) gehabt. Tatsächlich wichen Umfrageergebnisse bei vergangenen Wahlen in der Slowakei teilweise massiv von den späteren Ergebnissen ab, was in einem Mitgliedsstaat der Europäischen Union in dieser Form äußerst ungewöhnlich ist. Bei der letzten Nationalratswahl 2016 wurden der erstmals angetretenen Partei Sieť Werte von 15 bis 17 Prozent und Platz zwei prognostiziert, letztlich erreichte die Partei aber nur 5,6 Prozent und schaffte es gerade so als achtstärkste Partei in den Nationalrat. Die Werte für die rechtsextreme Partei ĽSNS hingegen wurden in keiner Umfrage einzeln ausgewiesen, sie wurde mit über acht Prozent aber letztlich fünftstärkste Partei. Die slowakische Präsidentin Zuzana Čaputová unterzeichnete das Gesetz jedoch nicht, da es „gegen das Recht auf Information und das Recht auf Sammlung und Verbreitung von Informationen verstoße.“

### Verlauf

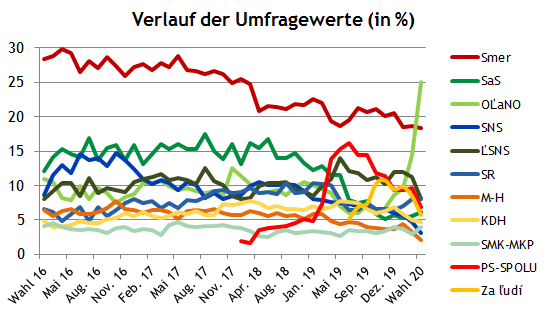
Umfragewerte auf monatliche Umfrageergebnisse gemittelt, von der Wahl 2016 bis zur Wahl 2020

### Letzte Umfragen vor der Wahl
| Institut  | Datum      | Smer   | SaS    | OĽaNO  | SNS   | ĽSNS   | SR    | M-H   | KDH   | SMK-MKP | PS-Spolu | Za ľudí | Sonstige |
| --------- | ---------- | ------ | ------ | ------ | ----- | ------ | ----- | ----- | ----- | ------- | -------- | ------- | -------- |
| AKO       | 13.02.2020 | 16,9 % | 6,1 %  | 15,5 % | 5,0 % | 10,3 % | 7,2 % | 4,7 % | 5,3 % | 3,0 %   | 9,4 %    | 8,9 %   | 7,7 %    |
| Actly     | 13.02.2020 | 20,9 % | 4,6 %  | 12,6 % | 5,0 % | 12,4 % | 7,1 % | 2,6 % | 5,9 % | 3,8 %   | 8,3 %    | 7,8 %   | 9,0 %    |
| Focus     | 12.02.2020 | 17,0 % | 5,3 %  | 13,3 % | 4,4 % | 12,2 % | 7,8 % | 4,2 % | 5,4 % | 3,9 %   | 9,3 %    | 8,2 %   | 9,0 %    |
| AKO       | 06.02.2020 | 17,3 % | 5,8 %  | 13,5 % | 5,1 % | 11,8 % | 6,4 % | 4,5 % | 5,3 % | 3,2 %   | 8,7 %    | 9,5 %   | 8,9 %    |
| Kantar    | 05.02.2020 | 19,6 % | 6,4 %  | 16,3 % | 4,2 % | 9,8 %  | 9,8 % | 1,7 % | 3,1 % | 1,4 %   | 11,5 %   | 8,9 %   | 7,3 %    |
| Wahl 2016 | 05.03.2016 | 28,3 % | 12,1 % | 11,0 % | 8,6 % | 8,0 %  | 6,6 % | 6,5 % | 4,9 % | 4,0 %   | —        | —       | 10,0 %   |

Ältere Umfragen (Auswahl)
| \| Institut \| Datum \| Smer \| SaS \| OĽaNO \| SNS \| ĽSNS \| SR \| M-H \| KDH \| SMK-MKP \| PS-Spolu \| Za ľudí \| Sonstige \| \| ------------- \| ---------- \| ------ \| ------ \| ------ \| ------ \| ------ \| ----- \| ----- \| ----- \| ------- \| -------- \| ------- \| -------- \| \| MVK[9] \| 31.01.2020 \| 21,9 % \| 3,8 % \| 8,9 % \| 6,0 % \| 12,7 % \| 6,5 % \| 2,9 % \| 7,5 % \| 4,6 % \| 8,1 % \| 8,5 % \| 8,6 % \| \| Polis[10] \| 30.01.2020 \| 17,1 % \| 5,2 % \| 12,0 % \| 5,5 % \| 11,1 % \| 6,3 % \| 4,8 % \| 5,5 % \| 3,5 % \| 9,1 % \| 10,0 % \| 11,4 % \| \| Focus[11] \| 22.01.2020 \| 18,0 % \| 5,5 % \| 9,0 % \| 5,2 % \| 12,8 % \| 7,6 % \| 4,4 % \| 5,7 % \| 4,0 % \| 9,8 % \| 10,8 % \| 7,2 % \| \| AKO[12] \| 17.01.2020 \| 17,1 % \| 6,7 % \| 8,4 % \| 5,9 % \| 11,0 % \| 7,9 % \| 4,2 % \| 5,5 % \| 3,2 % \| 10,2 % \| 10,0 % \| 9,9 % \| \| Polis[13] \| 15.01.2020 \| 17,1 % \| 5,6 % \| 10,0 % \| 6,3 % \| 12,4 % \| 5,6 % \| 4,9 % \| 6,0 % \| 4,3 % \| 8,4 % \| 9,7 % \| 9,7 % \| \| Focus[14] \| 14.01.2020 \| 18,7 % \| 5,4 % \| 7,7 % \| 5,1 % \| 13,6 % \| 7,1 % \| 4,0 % \| 6,0 % \| 3,7 % \| 10,5 % \| 10,3 % \| 7,9 % \| \| AKO[15] \| 09.01.2020 \| 17,7 % \| 6,8 % \| 8,3 % \| 6,2 % \| 11,7 % \| 7,6 % \| 4,1 % \| 6,2 % \| 2,5 % \| 9,1 % \| 10,4 % \| 9,4 % \| \| Median SK[16] \| 23.12.2019 \| 22,5 % \| 7,5 % \| 9,5 % \| 5,0 % \| 11,5 % \| 5,5 % \| 1,5 % \| 6,5 % \| 3,0 % \| 7,5 % \| 11,0 % \| 9,0 % \| \| Polis[17] \| 12.12.2019 \| 18,1 % \| 5,2 % \| 9,8 % \| 7,0 % \| 12,2 % \| 5,5 % \| 5,2 % \| 6,1 % \| 5,2 % \| 9,5 % \| 10,1 % \| 6,1 % \| \| Actly[18] \| 11.12.2019 \| 22,1 % \| 4,5 % \| 7,4 % \| 6,5 % \| 12,1 % \| 7,6 % \| 3,7 % \| 9,1 % \| 3,6 % \| 10,2 % \| 7,4 % \| 5,8 % \| \| Focus[19] \| 09.12.2019 \| 19,6 % \| 5,7 % \| 8,0 % \| 5,4 % \| 11,8 % \| 7,0 % \| 4,3 % \| 5,7 % \| 4,3 % \| 10,3 % \| 9,2 % \| 8,7 % \| \| AKO[20] \| 25.11.2019 \| 18,4 % \| 6,3 % \| 7,6 % \| 6,4 % \| 10,4 % \| 7,1 % \| 3,5 % \| 6,4 % \| 2,2 % \| 12,4 % \| 12,5 % \| 6,8 % \| \| Polis[21] \| 13.11.2019 \| 20,2 % \| 5,1 % \| 7,0 % \| 6,1 % \| 11,1 % \| 5,2 % \| 4,1 % \| 6,0 % \| 3,6 % \| 11,1 % \| 11,2 % \| 9,3 % \| \| MVK[22] \| 12.11.2019 \| 19,1 % \| 4,4 % \| 7,9 % \| 7,0 % \| 8,9 % \| 6,5 % \| 2,3 % \| 7,6 % \| 4,5 % \| 9,7 % \| 8,8 % \| 13,3 % \| \| Focus[23] \| 06.11.2019 \| 20,0 % \| 5,0 % \| 5,7 % \| 6,8 % \| 10,3 % \| 7,0 % \| 4,1 % \| 5,7 % \| 3,5 % \| 11,7 % \| 10,6 % \| 9,6 % \| \| Actly[24] \| 03.11.2019 \| 22,8 % \| 4,9 % \| 6,5 % \| 7,4 % \| 12,9 % \| 6,9 % \| 2,2 % \| 8,6 % \| 2,6 % \| 11,8 % \| 8,6 % \| 4,8 % \| \| Focus[25] \| 22.10.2019 \| 22,0 % \| 5,2 % \| 6,0 % \| 6,9 % \| 10,2 % \| 7,2 % \| 3,8 % \| 6,5 % \| 3,2 % \| 11,0 % \| 9,1 % \| 13,9 % \| \| AKO[26] \| 10.10.2019 \| 20,1 % \| 6,7 % \| 5,8 % \| 6,4 % \| 12,3 % \| 5,9 % \| 3,9 % \| 5,6 % \| 3,1 % \| 12,7 % \| 12,0 % \| 5,5 % \| \| Focus[27] \| 17.09.2019 \| 21,7 % \| 6,4 % \| 6,8 % \| 6,8 % \| 10,6 % \| 7,2 % \| 4,1 % \| 6,9 % \| 3,3 % \| 13,3 % \| 6,5 % \| 6,4 % \| \| AKO[28] \| 29.08.2019 \| 19,6 % \| 9,0 % \| 7,3 % \| 7,1 % \| 10,9 % \| 7,6 % \| 3,9 % \| 6,3 % \| 3,5 % \| 15,5 % \| 8,8 % \| 0,5 % \| \| MVK[29] \| 20.08.2019 \| 20,7 % \| 5,5 % \| 6,9 % \| 8,5 % \| 8,1 % \| 5,5 % \| 3,8 % \| 9,4 % \| 3,4 % \| 13,3 % \| 7,9 % \| 7,0 % \| \| Focus[30] \| 25.06.2019 \| 20,3 % \| 7,1 % \| 5,1 % \| 7,3 % \| 12,6 % \| 7,0 % \| 4,5 % \| 7,0 % \| 3,3 % \| 15,7 % \| 5,2 % \| 4,9 % \| \| Polis[31] \| 18.06.2019 \| 18,3 % \| 8,5 % \| 6,3 % \| 7,6 % \| 11,4 % \| 5,0 % \| 5,1 % \| 8,2 % \| — \| 15,0 % \| 5,2 % \| 9,4 % \| \| Polis[32] \| 20.12.2016 \| 27,7 % \| 15,9 % \| 9,5 % \| 10,6 % \| 11,0 % \| 7,7 % \| 6,0 % \| 5,5 % \| 4,0 % \| — \| — \| 2,1 % \| \| Focus[33] \| 16.08.2016 \| 27,0 % \| 13,7 % \| 9,7 % \| 14,0 % \| 8,9 % \| 6,9 % \| 6,1 % \| 4,6 % \| 3,6 % \| — \| — \| 5,5 % \| \| AKO[34] \| 11.05.2016 \| 29,8 % \| 16,2 % \| 7,1 % \| 12,4 % \| 11,7 % \| 5,8 % \| 7,1 % \| 4,2 % \| 3,4 % \| — \| — \| 2,3 % \| \| AKO[35] \| 07.04.2016 \| 28,8 % \| 16,2 % \| 6,9 % \| 13,7 % \| 10,9 % \| 5,4 % \| 6,5 % \| 4,4 % \| 3,8 % \| — \| — \| 3,4 % \| \| Polis[36] \| 14.03.2016 \| 30,0 % \| 15,9 % \| 11,0 % \| 11,9 % \| 9,5 % \| 4,4 % \| 5,3 % \| 3,9 % \| 4,7 % \| — \| — \| 3,4 % \| \| Wahl 2016 \| 05.03.2016 \| 28,3 % \| 12,1 % \| 11,0 % \| 8,6 % \| 8,0 % \| 6,6 % \| 6,5 % \| 4,9 % \| 4,0 % \| — \| — \| 10,0 % \| |            |        |        |        |        |        |       |       |       |         |          |         |          |
| Institut | Datum      | Smer   | SaS    | OĽaNO  | SNS    | ĽSNS   | SR    | M-H   | KDH   | SMK-MKP | PS-Spolu | Za ľudí | Sonstige |
| MVK | 31.01.2020 | 21,9 % | 3,8 %  | 8,9 %  | 6,0 %  | 12,7 % | 6,5 % | 2,9 % | 7,5 % | 4,6 %   | 8,1 %    | 8,5 %   | 8,6 %    |
| Polis | 30.01.2020 | 17,1 % | 5,2 %  | 12,0 % | 5,5 %  | 11,1 % | 6,3 % | 4,8 % | 5,5 % | 3,5 %   | 9,1 %    | 10,0 %  | 11,4 %   |
| Focus | 22.01.2020 | 18,0 % | 5,5 %  | 9,0 %  | 5,2 %  | 12,8 % | 7,6 % | 4,4 % | 5,7 % | 4,0 %   | 9,8 %    | 10,8 %  | 7,2 %    |
| AKO | 17.01.2020 | 17,1 % | 6,7 %  | 8,4 %  | 5,9 %  | 11,0 % | 7,9 % | 4,2 % | 5,5 % | 3,2 %   | 10,2 %   | 10,0 %  | 9,9 %    |
| Polis | 15.01.2020 | 17,1 % | 5,6 %  | 10,0 % | 6,3 %  | 12,4 % | 5,6 % | 4,9 % | 6,0 % | 4,3 %   | 8,4 %    | 9,7 %   | 9,7 %    |
| Focus | 14.01.2020 | 18,7 % | 5,4 %  | 7,7 %  | 5,1 %  | 13,6 % | 7,1 % | 4,0 % | 6,0 % | 3,7 %   | 10,5 %   | 10,3 %  | 7,9 %    |
| AKO | 09.01.2020 | 17,7 % | 6,8 %  | 8,3 %  | 6,2 %  | 11,7 % | 7,6 % | 4,1 % | 6,2 % | 2,5 %   | 9,1 %    | 10,4 %  | 9,4 %    |
| Median SK | 23.12.2019 | 22,5 % | 7,5 %  | 9,5 %  | 5,0 %  | 11,5 % | 5,5 % | 1,5 % | 6,5 % | 3,0 %   | 7,5 %    | 11,0 %  | 9,0 %    |
| Polis | 12.12.2019 | 18,1 % | 5,2 %  | 9,8 %  | 7,0 %  | 12,2 % | 5,5 % | 5,2 % | 6,1 % | 5,2 %   | 9,5 %    | 10,1 %  | 6,1 %    |
| Actly | 11.12.2019 | 22,1 % | 4,5 %  | 7,4 %  | 6,5 %  | 12,1 % | 7,6 % | 3,7 % | 9,1 % | 3,6 %   | 10,2 %   | 7,4 %   | 5,8 %    |
| Focus | 09.12.2019 | 19,6 % | 5,7 %  | 8,0 %  | 5,4 %  | 11,8 % | 7,0 % | 4,3 % | 5,7 % | 4,3 %   | 10,3 %   | 9,2 %   | 8,7 %    |
| AKO | 25.11.2019 | 18,4 % | 6,3 %  | 7,6 %  | 6,4 %  | 10,4 % | 7,1 % | 3,5 % | 6,4 % | 2,2 %   | 12,4 %   | 12,5 %  | 6,8 %    |
| Polis | 13.11.2019 | 20,2 % | 5,1 %  | 7,0 %  | 6,1 %  | 11,1 % | 5,2 % | 4,1 % | 6,0 % | 3,6 %   | 11,1 %   | 11,2 %  | 9,3 %    |
| MVK | 12.11.2019 | 19,1 % | 4,4 %  | 7,9 %  | 7,0 %  | 8,9 %  | 6,5 % | 2,3 % | 7,6 % | 4,5 %   | 9,7 %    | 8,8 %   | 13,3 %   |
| Focus | 06.11.2019 | 20,0 % | 5,0 %  | 5,7 %  | 6,8 %  | 10,3 % | 7,0 % | 4,1 % | 5,7 % | 3,5 %   | 11,7 %   | 10,6 %  | 9,6 %    |
| Actly | 03.11.2019 | 22,8 % | 4,9 %  | 6,5 %  | 7,4 %  | 12,9 % | 6,9 % | 2,2 % | 8,6 % | 2,6 %   | 11,8 %   | 8,6 %   | 4,8 %    |
| Focus | 22.10.2019 | 22,0 % | 5,2 %  | 6,0 %  | 6,9 %  | 10,2 % | 7,2 % | 3,8 % | 6,5 % | 3,2 %   | 11,0 %   | 9,1 %   | 13,9 %   |
| AKO | 10.10.2019 | 20,1 % | 6,7 %  | 5,8 %  | 6,4 %  | 12,3 % | 5,9 % | 3,9 % | 5,6 % | 3,1 %   | 12,7 %   | 12,0 %  | 5,5 %    |
| Focus | 17.09.2019 | 21,7 % | 6,4 %  | 6,8 %  | 6,8 %  | 10,6 % | 7,2 % | 4,1 % | 6,9 % | 3,3 %   | 13,3 %   | 6,5 %   | 6,4 %    |
| AKO | 29.08.2019 | 19,6 % | 9,0 %  | 7,3 %  | 7,1 %  | 10,9 % | 7,6 % | 3,9 % | 6,3 % | 3,5 %   | 15,5 %   | 8,8 %   | 0,5 %    |
| MVK | 20.08.2019 | 20,7 % | 5,5 %  | 6,9 %  | 8,5 %  | 8,1 %  | 5,5 % | 3,8 % | 9,4 % | 3,4 %   | 13,3 %   | 7,9 %   | 7,0 %    |
| Focus | 25.06.2019 | 20,3 % | 7,1 %  | 5,1 %  | 7,3 %  | 12,6 % | 7,0 % | 4,5 % | 7,0 % | 3,3 %   | 15,7 %   | 5,2 %   | 4,9 %    |
| Polis | 18.06.2019 | 18,3 % | 8,5 %  | 6,3 %  | 7,6 %  | 11,4 % | 5,0 % | 5,1 % | 8,2 % | —       | 15,0 %   | 5,2 %   | 9,4 %    |
| Polis | 20.12.2016 | 27,7 % | 15,9 % | 9,5 %  | 10,6 % | 11,0 % | 7,7 % | 6,0 % | 5,5 % | 4,0 %   | —        | —       | 2,1 %    |
| Focus | 16.08.2016 | 27,0 % | 13,7 % | 9,7 %  | 14,0 % | 8,9 %  | 6,9 % | 6,1 % | 4,6 % | 3,6 %   | —        | —       | 5,5 %    |
| AKO | 11.05.2016 | 29,8 % | 16,2 % | 7,1 %  | 12,4 % | 11,7 % | 5,8 % | 7,1 % | 4,2 % | 3,4 %   | —        | —       | 2,3 %    |
| AKO | 07.04.2016 | 28,8 % | 16,2 % | 6,9 %  | 13,7 % | 10,9 % | 5,4 % | 6,5 % | 4,4 % | 3,8 %   | —        | —       | 3,4 %    |
| Polis | 14.03.2016 | 30,0 % | 15,9 % | 11,0 % | 11,9 % | 9,5 %  | 4,4 % | 5,3 % | 3,9 % | 4,7 %   | —        | —       | 3,4 %    |
| Wahl 2016 | 05.03.2016 | 28,3 % | 12,1 % | 11,0 % | 8,6 %  | 8,0 %  | 6,6 % | 6,5 % | 4,9 % | 4,0 %   | —        | —       | 10,0 %   |

## Wahlergebnis

### Gesamtergebnis
| Partei                                                   | Partei                                                                                           | Stimmen   | Stimmen | Stimmen | Sitze  | Sitze | Sitze |  |
| Partei                                                   | Partei                                                                                           | Anzahl    | %       | +/−     | Anzahl | +/−   |       |  |
| -------------------------------------------------------- | ------------------------------------------------------------------------------------------------ | --------- | ------- | ------- | ------ | ----- | ----- |  |
|                                                          | Obyčajní ľudia a nezávislé osobnosti (OĽaNO) Gewöhnliche Leute und unabhängige Personen          | 721.166   | 25,02   | +14,0   | 53     | +34   |       |  |
|                                                          | Smer – sociálna demokracia (Smer-SD) Richtung – Sozialdemokratie                                 | 527.172   | 18,29   | −10,03  | 38     | −11   |       |  |
|                                                          | Sme rodina (SR) Wir sind eine Familie – Boris Kollár                                             | 237.531   | 8,24    | +2,62   | 17     | +6    |       |  |
|                                                          | Kotlebovci – Ľudová strana Naše Slovensko (ĽSNS) Kotlebianer – Volkspartei Unsere Slowakei       | 229.660   | 7,97    | −0,7    | 17     | +3    |       |  |
|                                                          | Progresívne Slovensko (PS) Fortschrittliche Slowakei                                             | 200.780   | 6,96    | neu     | —      | —     |       |  |
| Spolu – občianska demokracia Zusammen – Bürgerdemokratie |                                                                                                  | 200.780   | 6,96    | neu     | —      | —     |       |  |
|                                                          | Sloboda a Solidarita (SaS) Freiheit und Solidarität                                              | 179.246   | 6,22    | −5,88   | 13     | −8    |       |  |
|                                                          | Za ľudí Für die Menschen                                                                         | 166.325   | 5,77    | neu     | 12     | neu   |       |  |
|                                                          | Kresťanskodemokratické hnutie (KDH) Christlich-Demokratische Bewegung                            | 134.099   | 4,65    | −0,29   | —      | —     |       |  |
|                                                          | Strana maďarskej komunity – Magyar Közösség Pártja (SMK-MKP) Partei der ungarischen Gemeinschaft | 112.660   | 3,90    | −0,14   | —      | —     |       |  |
|                                                          | Slovenská národná strana (1990) (SNS) Slowakische Nationalpartei                                 | 91.171    | 3,16    | −5,48   | —      | −15   |       |  |
|                                                          | Dobrá voľba Gute Wahl                                                                            | 88.220    | 3,06    | neu     | —      | —     |       |  |
|                                                          | Vlasť Heimat                                                                                     | 84.507    | 2,93    | neu     | —      | —     |       |  |
|                                                          | Most–Híd (M-H) Brücke, Partei der Zusammenarbeit                                                 | 59.174    | 2,05    | −4,45   | —      | −11   |       |  |
|                                                          | Sonstige                                                                                         | 46.737    | 1,79    | −8,03   | —      | −10   |       |  |
| Gesamt                                                   | Gesamt                                                                                           | 2.878.448 | 100,00  | ±0      | 150    | ±0    |       |  |
| Gültige Stimmen                                          | Gültige Stimmen                                                                                  | 2.881.511 | 98,79   | +0,23   |        |       |       |  |
| Ungültige Stimmen                                        | Ungültige Stimmen                                                                                | 35.329    | 1,21    | -0,23   |        |       |       |  |
| Wahlbeteiligung                                          | Wahlbeteiligung                                                                                  | 2.916.840 | 65,80   | +5,98   |        |       |       |  |
| Nichtwähler                                              | Nichtwähler                                                                                      | 1.550.908 | 43,20   | -5,98   |        |       |       |  |
| Wahlberechtigte                                          | Wahlberechtigte                                                                                  | 4.432.419 |         |         |        |       |       |  |
| Quelle: Statistisches Amt der Slowakischen Republik      |                                                                                                  |           |         |         |        |       |       |  |

### Regionale Ergebnisse
Das Ergebnis in den einzelnen Regionen:
| Region            | Stimmen   | OĽaNO   | Smer-SD | SR     | ĽSNS    | PS-Spolu | SaS     | Za ľudí | KDH    | SMK-MKP | SNS    | DV     | Vlasť  | M-H    | Sonstige |
| ----------------- | --------- | ------- | ------- | ------ | ------- | -------- | ------- | ------- | ------ | ------- | ------ | ------ | ------ | ------ | -------- |
| Bratislavský      | 431.718   | 26,32 % | 12,04 % | 6,42 % | 4,62 %  | 14,24 %  | 12,26 % | 9,18 %  | 4,22 % | 0,86 %  | 1,96 % | 3,00 % | 2,53 % | 1,02 % | 1,33 %   |
| Trnavský          | 312.720   | 28,08 % | 14,58 % | 7,37 % | 6,59 %  | 5,98 %   | 5,35 %  | 4,67 %  | 3,08 % | 11,44 % | 2,19 % | 2,13 % | 2,20 % | 4,83 % | 1,51 %   |
| Trenčiansky       | 334.597   | 23,97 % | 23,44 % | 9,82 % | 9,23 %  | 6,57 %   | 5,64 %  | 4,55 %  | 3,85 % | 0,02 %  | 3,95 % | 3,34 % | 3,52 % | 0,19 % | 1,93 %   |
| Nitriansky        | 357.084   | 23,03 % | 17,75 % | 8,27 % | 7,36 %  | 5,16 %   | 4,94 %  | 4,33 %  | 2,72 % | 12,33 % | 2,99 % | 2,80 % | 2,29 % | 4,45 % | 1,58 %   |
| Žilinský          | 562.330   | 24,94 % | 20,58 % | 8,52 % | 9,71 %  | 6,02 %   | 5,59 %  | 4,72 %  | 6,60 % | 0,03 %  | 4,73 % | 3,23 % | 3,51 % | 0,16 % | 1,62 %   |
| Banskobystrický   | 322.155   | 21,68 % | 20,41 % | 9,25 % | 10,62 % | 6,27 %   | 5,47 %  | 4,85 %  | 3,03 % | 4,11 %  | 3,10 % | 3,24 % | 2,66 % | 3,24 % | 2,08 %   |
| Prešovský         | 397.010   | 25,63 % | 20,99 % | 8,39 % | 8,50 %  | 4,37 %   | 4,08 %  | 6,15 %  | 8,37 % | 0,04 %  | 3,69 % | 3,54 % | 3,51 % | 0,70 % | 2,08 %   |
| Košický           | 361.532   | 26,28 % | 17,54 % | 8,36 % | 7,76 %  | 5,46 %   | 5,19 %  | 6,51 %  | 4,41 % | 4,66 %  | 2,65 % | 3,07 % | 3,09 % | 2,72 % | 2,30 %   |
| Ausland           | 3.861     | 14,11 % | 2,37 %  | 1,46 % | 4,52 %  | 33,30 %  | 8,75 %  | 27,11 % | 2,82 % | 0,81 %  | 0,36 % | 0,67 % | 2,03 % | 0,36 % | 1,33 %   |
| Slowakei (gesamt) | 2 916 840 | 25,02 % | 18,29 % | 8,24 % | 7,97 %  | 6,96 %   | 6,22 %  | 5,77 %  | 4,65 % | 3,90 %  | 3,16 % | 3,06 % | 2,93 % | 2,05 % | 1,79 %   |

## Regierungsbildung
Nach fast dreiwöchigen Verhandlungen einigten sich die vier Koalitionsparteien (OĽaNO, SaS, Za ľudí und Sme rodina) am 18. März auf die Regierungsposten. OĽaNO erhält den Premierministerposten, sowie sieben andere Ministerien, SaS und Sme rodina stehen jeweils drei Ministerien zu und die Partei Za ľudí erhält die restlichen zwei Ministerien. Neuer Premierminister der Slowakei wurde Igor Matovič, der Vorsitzende der Partei OĽaNO. Die Mitte-rechts-Koalition besitzt eine Drei-Fünftel-Mehrheit und damit die Möglichkeit für Verfassungsänderungen, z. B. in den Bereichen Justiz und Strafverfolgung.